# I Wanna Go
«I Wanna Go» —en español: «Quiero ir»— es una canción dance pop con elementos hi-NRG y de la música electrónica de baile interpretada por la cantante estadounidense Britney Spears e incluida originalmente en su séptimo álbum de estudio, Femme Fatale (2011). Max Martin, Shellback y Savan Kotecha compusieron el tema, cuya letra incita a dejar a un lado las inhibiciones, mientras que los dos primeros se encargaron de la producción, la que incorporó silbidos, al igual que «Blue Monday» de New Order (1983), asimismo, está compuesta por abundantes líneas de bajo y sintetizadores. El 13 de junio de 2011, Jive Records lo lanzó como tercer sencillo del álbum, después de «Hold It Against Me» y «Till the World Ends», luego de que los seguidores de la cantante lo escogieran en una votación. De este modo, lo lanzó en el mismo mes en que inició el Femme Fatale Tour, donde Spears lo presentó durante buena parte del año. En respuesta, los críticos lo catalogaron como un tema poco innovador, pero divertido y adictivo.
El director del video musical fue Chris Marrs Piliero, quien trabajó por primera vez con la cantante y quien poco antes dirigió el clip de «Blow» de Kesha. El video cuenta con 240 millones de reproducciones en YouTube.Tras estudiar la videografía de Spears, Piliero decidió explotar su habilidad actoral y hacerla confrontar a los paparazzi, con ciertas cuotas de humor. De esta forma, el clip la mostró vestida en un estilo punk rock en una rueda de prensa, en la que alucina que liga con un policía de Nueva York y que el actor Guillermo Díaz la rescata de un enfrentamiento con paparazzi cíborgs. Jive Records estrenó el video el 22 de junio de 2011 simultáneamente por VEVO, MTV, Bravo y VH1, tras lo cual los críticos lo elogiaron en su mayoría, lo catalogaron de divertido y lo compararon con vídeos anteriores de la cantante, tales como «Piece of Me» (2007).
Asimismo, «I Wanna Go» recibió un buen rendimiento comercial, se ubicó entre los diez primeros éxitos semanales en mercados como Canadá, Finlandia, Francia y la Región Valona de Bélgica, con todo, consiguió las certificaciones de disco de platino de la IFPI y disco de oro de la ARIA, tras vender 20 000 y 35 000 copias en Suecia y Australia. Contrario a ello, en el Reino Unido fue el primer sencillo de Spears que no logró ingresar en la lista UK Singles Chart. Por otro lado, en los Estados Unidos alcanzó el séptimo puesto en la lista Billboard Hot 100, donde se convirtió en el tercer sencillo de Femme Fatale que se situó entre los diez primeros lugares, también se transformó el mayor éxito de la cantante en las radios del país. Según Nielsen SoundScan, «I Wanna Go» ha vendido más de 1 780 000 descargas en dicho país.

## Antecedentes

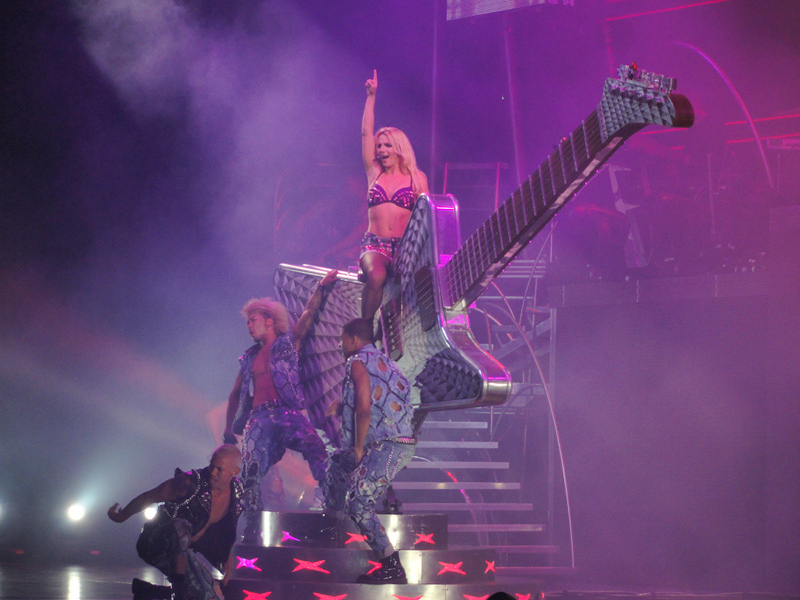
Britney Spears en uno de los primeros espectáculos del Femme Fatale Tour (2011), el que comenzó en el mismo mes en que lanzó a «I Wanna Go» como sencillo.

Los compositores de «I Wanna Go» fueron los suecos Max Martin, Shellback y el estadounidense Savan Kotecha, mientras que sus productores fueron los dos primeros. Cabe señalar que los tres son colaboradores habituales de la cantante, especialmente Max Martin, quien comenzó a trabajar con ella en 1998, año en que compuso y coprodujo su sencillo debut «...Baby One More Time». Tras terminar la canción, el trío la registró en BMI como «I I I Wanna Go O O». Por su parte, Spears la dio a conocer el 22 de febrero de 2011, cuando publicó un fragmento en su cuenta de Twitter, por medio de un enlace en el que llamó «asombroso» a Max Martin. Al mes siguiente, brindó una entrevista a Rolling Stone en la que declaró que los silbidos de la canción la ponían de buen humor; también especificó: «Las melodías de Max Martin son increíbles. ¿A quién se le habrían ocurrido los silbidos? No hay nadie con quien me sienta más cómoda trabajando en el estudio». Finalmente, publicó la canción en marzo de 2011, como la cuarta pista de su séptimo álbum de estudio, Femme Fatale. En seguida, los seguidores la catalogaron como una de las favoritas del álbum.
Aunque el 10 de mayo de 2011 el sitio BreatheHeavy.com anunció que el tercer sencillo de Femme Fatale sería «I Wanna Go», un representante de la cantante se negó a confirmarlo. Al día siguiente, un sitio de Spears publicó una votación en la que preguntó qué canción debía ser el tercer sencillo del álbum. Los resultados fueron claros: «I Wanna Go» se impuso en el primer lugar, con el 38% de los votos, seguida de lejos por el segundo lugar que obtuvo «Trip to Your Heart» con el 18%. De este modo, el 12 del mismo mes Spears tuiteó: «¡Muy emocionada de anunciar que el [tema] favorito de mis seguidores, "I Wanna Go", es el próximo sencillo de Femme Fatale! Shhh, ¡también es mi favorito!». Al día siguiente, Jive Records confirmó la noticia en un comunicado.
El sello publicó la portada del sencillo el 6 de junio de 2011. Esta se basó en una fotografía de la cantante, que se desprendió de una sesión con el fotógrafo Roderick Trestrail II. La imagen muestra a Spears mientras sonríe en el set de rodaje del video musical, en el que lució mechas de colores y una pequeña polera blanca estampada con la calavera de Mickey Mouse, en referencia a su surgimiento en el programa infantil Mickey Mouse Club. Finalmente, Jive Records lanzó el sencillo el 13 de junio de 2011.

## Composición

«I Wanna Go» se compuso en la tonalidad re menor.

«I Wanna Go» combinó los géneros dance pop, EDM y Hi-NRG. Se compuso en la tonalidad re menor y contempló un tempo de 138 pulsaciones por minuto, mientras que el registro vocal de Spears se extendió desde la nota aguda mi3 hasta la nota grave re5. Su melodía contó con una línea de bajo intensa y con fills de tambores similares a los de «Blue Monday» de New Order (1983). El preestribillo incorporó silbidos y además extendió la pronunciación del fonema «e» presente en la línea «Shame on me to need release uncontrollably» —«Debería darme vergüenza el necesitar libertar descontroladamente»—. Por otro lado, el estribillo tartamudeó las palabras «I», «go» y «way» de la frase «I wanna go all the way taking out my freak tonight» —«Quiero ir todo el camino sacando mi anormalidad esta noche»—, así como también las palabras «show» y «dirt» de la línea «I wanna show all the dirt I got running through my mind» —«Quiero mostrar toda la suciedad que pasa por mi cabeza»—, la que incita a dejar un lado las inhibiciones. Según Jon Caramanica de The New York Times, la línea «Lately people got me all tied up. There's a countdown waiting for me to erupt» —«Últimamente la gente me tiene completamente atada. Hay una cuenta regresiva esperándome a que entre en erupción»— también se refirió a que Spears estaba cansada de quienes la rodeaban.

## Recepción crítica
«I Wanna Go» recibió críticas mayoritariamente positivas. Parker Bruce de Washington Square News señaló que el tema funciona como una especie de misión para Femme Fatale y especificó: «No es una canción innovadora, pero es increíblemente eficaz e infinitamente seductora, con su liberador estribillo catártico que incita a bailar como un completo y absoluto tonto, [...] con sus palabras repetidas y con las letras típicamente pícaras de Britney». Hannah Rishel de The Daily Collegian sostuvo que «I Wanna Go» habría sido «otro buen primer sencillo» de Femme Fatale y que le recordó «la música techno europea, de la mejor manera posible». Samesame.com.au señaló que «I Wanna Go» fue la mejor canción de Spears desde «Toxic», respecto a lo que especificó: «Iría tan lejos como para decir que es probablemente la mejor canción que ha grabado». También catalogó de «desconcertante» la decisión de lanzar a «Hold It Against Me» en lugar de «I Wanna Go» como primer sencillo del álbum.
| «Esta no es la mejor canción o la más aventurera del álbum Femme Fatale [...], pero una melodía pop de brisa veraniega es necesaria y esta se adapta muy bien. Líricamente, «I Wanna Go» representa a Britney Spears deseando, como cualquier ser humano, soltar su pelo al viento sin ser juzgada. El video musical dirigido por Chris Marrs Piliero es un complemento genial para el sentimiento de la canción. Manteniendo la calidad general del proyecto Femme Fatale, «I Wanna Go» es uno de los sencillos destacados del verano [norteamericano]». —Extracto de la reseña de Bill Lamb de About.com. |

Rich Juzwiak de The Village Voice lo comparó con trabajos de Bob Sinclar y Frankie Knuckles, por el uso de silbidos, catalogándolo como uno de los temas destacados del álbum. También se refirió a la alta manipulación de la voz de Spears, la que señaló que maximiza el potencial del estribillo, pese a que «en ocasiones, la alegría que canta es palpable». Andrew Leahey de The Washington Times señaló que «Till the World Ends» y «I Wanna Go» son «tributos de fuerte ritrmo de bajo a la cultura de las discotecas». Thomas Conner de Chicago Sun-Times señaló que las canciones de Femme Fatale procesaron tanto la voz de Spears y tienen letras tan sosas, que podrían ser interpretadas por cualquiera; además especificó: «"I Wanna Go" la ajusta tan alto que podría ser Jackie Evancho». Andy Gill de The Independent también criticó el procesamiento vocal del álbum, respecto a lo que especificó: «Casi todo suena programado en lugar de natural: incluso el pequeño enganche de silbidos en "I Wanna Go" tiene un carácter sintético».
Sal Cinquemani de Slant Magazine escribió: «Si no fuera por su contagioso silbido del preestribillo, "I Wanna Go" solo sería otra canción de la línea de montaje de Max Martin». Alexis Petridis de The Guardian escribió: «Si bien no hay duda de que hay algunas cosas insignificantes en la oferta [de Femme Fatale], notablemente "Seal It with a Kiss" y "I Wanna Go", [estas] son superadas en cantidad por pistas donde la música es realmente emocionante». Evan Sawdey de PopMatters señaló que «I Wanna Go» es el punto del álbum donde «las cosas dejan de ser divertidas y comienzan a ser intensamente repetitivas»; además especificó: «¿[El] conjunto completamente estúpido de sílabas se repite hasta resultar molesto sin razón alguna? [...] La parte "ably" de "uncontrollably" se pronuncia tan después [de la primera parte de la palabra] que llega a sonar estúpida». Robert Copsey de Digital Spy lo evaluó con cuatro de cinco estrellas, misma evaluación que le otorgó Bill Lamb de About.com, quien señaló que pese a que el tema no cuenta con un «golpe de gracia claro», Spears y Max Martin continúan creando «placer pop puro».

## Vídeo musical

### Rodaje
Spears rodó el video musical de «I Wanna Go» los días 24 y 25 de mayo de 2011, en Los Ángeles, bajo la dirección de Chris Marrs Piliero, con quien trabajó por primera vez y quien anteriormente había dirigido clips como «Blow» de Kesha (2011). Según declaraciones de Piliero, la cantante lo contactó y le pidió que crearan juntos un concepto para el video. De este modo, desprendió la idea principal de la línea «be a little inappropriate» —«ser un poco inapropiado»— y de la decisión conjunta de crear un clip que no se basara en inadecuaciones sexuales. Así, escribió la escena de la rueda de prensa como un homenaje a la película Half Baked (1998), de la que es un fan. Respecto a la escena, explicó: «A todo el mundo le resuena como el epítome de la mejor forma de renunciar a tu trabajo y enviar a la gente al carajo. [...] Sentí que sería la forma perfecta para que ella enviara a los periodistas a la mierda». En un comienzo, Piliero le ofreció el papel masculino principal al actor Kellan Lutz, quien no lo aceptó, pues consideró que había «un par de cosas raras y sin sentido», tales como la escena en la que debía verter leche sobre sí mismo. Piliero entonces le ofreció exitosamente el papel al actor Guillermo Díaz, quien interpretó a uno de los protagonistas de Half Baked, pues pensó que su participación «terminaría de cerrar el círculo». Piliero estudió todos los videos anteriores de Spears, así como también las apariciones que realizó en espacios como How I Met Your Mother y Saturday Night Live, pues quería desprender lo que más le gustaba y darle algo fresco. Así, sintió que la temática de los paparazzi siempre había sido tratada a modo de declaración más que de acción y que la cantante nunca había hecho un clip cómico, por lo que quiso que «I Wanna Go» le diera la oportunidad de defenderse. Además, señaló que Spears fue «extremadamente colaborativa», que sugirió alternativas y ajustó otras y que fue una «parte muy importante del proceso de toma de decisiones».

### Estreno
El estreno del vídeo musical fue realizado el miércoles 22 de junio de 2011, a las 12:00 a. m. del tiempo del este, correspondiente al huso horario de los Estados Unidos y Canadá. Ello, a través de la cadena de televisión por cable MTV, simultáneamente, a través del sitio web de vídeos musicales VEVO. Todo, como parte de una campaña de estreno multiplataforma, de la que también formaron parte las cadenas estadounidenses de televisión Bravo y VH1. Al respecto, el estreno fue realizado seis días después del inicio del Femme Fatale Tour y dos antes del último día considerado para los MTV Video Music Awards 2011.

MTV formó parte importante de una campaña multiplataforma para el estreno del vídeo musical de «I Wanna Go».

Como parte de la campaña multiplataforma, el domingo 19 de junio de 2011 fue transmitido un avance del vídeo en el programa Watch What Happens: Live de Bravo; que fue subido, simultáneamente, a la cuenta de la cantante en VEVO. Asimismo, durante el día de su estreno, el vídeo musical fue transmitido cada una hora en MTV y en el programa Best Morning Buzz Live de VH1. Además, previo al estreno y desde el viernes 17 de junio de 2011, la artista dio a conocer, diariamente, cinco imágenes inéditas. Ellas correspondieron a fotografías suyas y capturas del videoclip.
Aun antes de lo anterior, el jueves 26 de mayo de 2011, Spears publicó una fotografía suya en el set del rodaje del vídeo musical, rodeada de ocho chicas ganadoras de un concurso organizado por dos de las estaciones de radio más importantes e influyentes de los Estados Unidos, KISS-FM de Los Ángeles y Z100 de Nueva York. Concurso cuyo premio consistía en conocerla personalmente.

### Trama
El vídeo musical comienza en una rueda de prensa en la que se muestra a Spears, que viste un top blanco con la calavera de Mickey Mouse impresa en él, un pantalón negro, zapatos de tacón negro con puntas plateadas y guantes negros sin dedos. En la instancia, los periodistas comienzan a hacerle muchas preguntas inapropiadas sobre el Femme Fatale Tour y sobre su vida privada, mientras que varios paparazzi la fotografían. La situación pronto agota la paciencia de la cantante y entonces los comienza a maldecir uno por uno, apuntándolos y utilizando la expresión inglesa «fuck you», la que es censurada al momento de su pronunciación. Tras maldecirlos, la cantante sale por la puerta principal del edificio en el que se estaba desarrollando la rueda de prensa. No obstante, vistiendo medias escocesas, botas de combate negras con puntas plateadas, una falda negra, un traje de baño rojo con puntos y tiras blancas, una chaqueta de cuero blanca con remaches, detalles plateados y lentes de sol rojos, sale del edificio y se le acerca un admirador, interpretado por el bailarín Luke Broadlick, corriendo que le pide que le autografíe su copia de Femme Fatale. Entonces, la cantante saca un plumón rojo de entre sus senos, le autografía el disco, se lo entrega de golpe, le agarra el trasero y se marcha; a lo que el admirador da un gran salto y grito por la emoción. Al acto seguido, la cantante camina por las calles de Nueva York, mientras un bebé que la observa desde su coche. Tras ello, Spears llega a una calle donde un policía se encuentra sacando un parte al conductor de un automóvil. Entonces la cantante se desabrocha la chaqueta, se quita el traje de baño y deja sus senos al descubierto; mientras un chico y su padre transeúntes la observan boquiabiertos. Claramente, su intención es ser arrestada por el policía, interpretado por el bailarín Adrien Galo. En seguida, es mostrada apoyada de frente en el automóvil que el policía chequeaba, mientras él la manosea por las piernas, fingiendo registrarla; entonces son mostradas escenas de la cantante abrazándolo por el cuello, luego se muestra la escena en la que ella se marcha jugando con unas esposas mientras él se abrocha la camisa; aludiendo a que ligaron. Por su parte, la artista continúa su recorrido por las calles de la ciudad. Entonces, en una acera un paparazzi se percata de su presencia y le toma cuantiosas fotografías, para las que ella posa llenándolo de regocijo. Asimismo, la cantante le quita su cámara fotográfica y la destruye lanzándola contra el suelo.
Para las escenas siguientes, un trío de perros callejeros hacen los silbidos de la canción, mientras Britney se sube al techo de un taxi que se encuentra en medio de un taco. A su vez, cuatro paparazzi se suben a los techos de cuatro automóviles adyacentes al taxi y la rodean con sus cámaras fotográficas. Empuñando un micrófono y manipulándolo habilidosamente con su cable, la cantante los azota en serie, lanzándoselos y arrojándolos al suelo. Pensando que ha salido victoriosa, Spears se sorprende al ver que los cuatro paparazzi se levantan con ojos brillantes y con trozos de piel menos, que dejan al descubierto que son ciborgs. Entonces aparece su asistente en un automóvil descapotable, la cantante se sube a él y la pareja se marcha a toda velocidad por las calles de la ciudad. A continuación, la pareja es mostrada en la carretera, aun huyendo en el automóvil a toda velocidad. En él, Britney Spears es mostrada solo con la parte superior del traje de baño y su falda, cantando y bailando, y poniéndose de pie mientras el vehículo sigue andando. En seguida, su asesor saca una caja de leche y comienza a beberla y rosearla por todo su rostro, mientras la cantante lo mira con cara de deseo. No obstante, el pecho del hombre pronto comienza a generar humo, entonces abre su chaqueta y se da cuenta de que él también es un ciborg. Al finalizar, son mostradas escenas en la rueda de prensa, donde Britney se percata de que todo ha sido un sueño. Viendo la situación, su asistente toma el micrófono y declara que la rueda de prensa ha culminado. Tras ello, la cantante y su asistente comienzan a retirarse del lugar, entonces él mira hacia la cámara y sus ojos desprenden el brillo de los ojos de los ciborgs. En seguida, las escenas se detienen y se oscurecen, se escucha una risa diabólica y el vídeo musical culmina.

### Recibimiento
La periodista Megan Gibson, de la revista Time, sostuvo que el vídeo es «casual, extraño y destinado a ser divertido» y que «a pesar de la falta de baile, Britney se ve agradablemente enérgica y valiente» en él. Asimismo, comparó el estilo punk rock que utilizó Spears con el de la cantante canadiense Avril Lavigne. Paralelamente, Sarah Anne Hughes, del periódico The Washington Post, comentó: «Puede que Britney Spears esté actualmente de regreso. El vídeo musical de la canción muestra a una Britney mucho más animada de la que el mundo ha visto en años, desde el vídeo musical de "Toxic"». A su vez, el editor Jason Lipshutz de Billboard sostuvo que «continúa con la representación visual de la relación de Britney Spears con los paparazzi y con su imagen pública». Ello, como se ha visto en vídeos musicales anteriores de la cantante, como «Piece of Me» y «Everytime». Sin embargo, el editor sostuvo que el de «I Wanna Go» es, «sin duda, el más divertido de ellos». Por su parte, Amos Barshad, de la revista New York, indicó que «es impresionante en casi exactamente la forma en que intenta serlo». Además, señaló que «el espíritu de la canción reflejado en el vídeo es el espíritu de la libre voluntad y del ensueño de encarar a la sociedad represiva» de la contemporaneidad. Jocelyn Vena de MTV sostuvo que el video se basa en la relación de Spears con los medios y los paparazzi. al igual que los clips de «Lucky», «Overprotected», «Everytime», «Piece of Me», «If U Seek Amy» y «Hold It Against Me».
Jocelyn Vena de MTV comentó que «Britney Spears muestra el descaro y el encanto que ha enamorado a sus fans, desde hace más de una década». Señaló que en el clip, la cantante «coquetea a la cámara, con sus ojos grandes y muy abiertos, al igual que su sonrisa». De manera paralela, un editor de VH1 lo llamó «extrañamente fantástico» y lo comparó, favorablemente, con el vídeo de «Last Friday Night (T.G.I.F.)» de la cantante Katy Perry, el que había sido estrenado casi dos semanas antes. Ello, sosteniendo que ambos «comparten un temperamento absurdo, una estrella coqueta y cameos divertidos». No obstante, notó que «I Wanna Go» es considerablemente mejor que el de «Last Friday Night (T.G.I.F.)». A su vez, un editor de la revista de música Rolling Stone sostuvo que «la rareza parece muy calculada» en el vídeo, pero eso no hace que este «sea menos agradable». Por su parte, el periodista Devin Brown, de la cadena de televisión y radio CBS, lo catalogó como el mejor de los tres primeros vídeos musicales de Femme Fatale y añadió que, a diferencia de «Piece of Me», el de «I Wanna Go» ofrece un grupo de referencias a la cultura popular, con la intención de «ridiculizar» a los rumores sobre Spears, quien pese a ello, finalmente, no baila. Además, E! Francia lo catalogó como el decimoprimer mejor video de la cantante en 2013.
Por otro lado, los visitantes del sitio web de la revista de música Billboard, lo calificaron como el vídeo de la primera mitad del año 2011.

## Rendimiento comercial

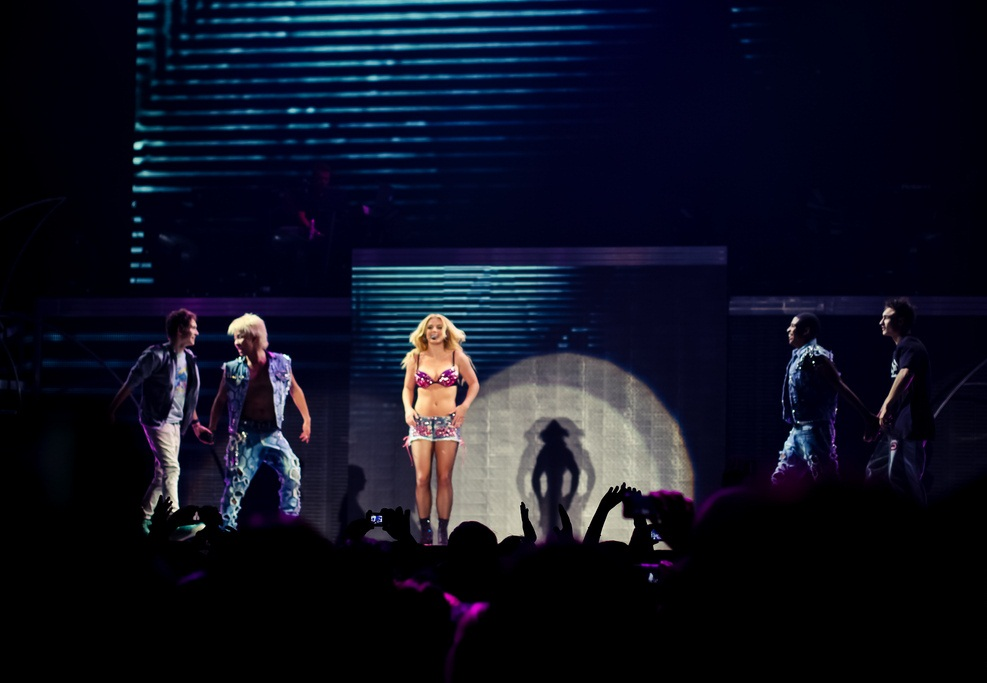
Britney Spears interpretando «I Wanna Go» en el Femme Fatale Tour (2011).

«I Wanna Go» registró un rendimiento comercial diverso. En Europa alcanzó el primer puesto en Eslovaquia, el tercero en Hungría y el quinto en Polonia y en los dos mercados franceses del continente: la Región Valona de Bélgica y Francia, país donde además se convirtió en el sencillo mejor posicionado de Femme Fatale. También alcanzó el décimo puesto en Finlandia y se ubicó entre los veinte primeros éxitos semanales en Chequia, Noruega, Dinamarca y la Región Flamenca. Por otro lado, en Suecia se situó entre los treinta primeros lugares, al igual que en Suiza, y consiguió la certificación de disco de platino de la IFPI, tras vender 20 000 copias. De forma más modesta, debutó en el puesto número treinta y dos en Alemania, el más alto que alcanzó en dicho país, asimismo, se ubicó entre los cincuenta primeros lugares en Austria y España. Además, según la edición del 30 de junio de 2011 de IRMA, alcanzó el puesto número cuarenta y uno en Irlanda, donde registró la posición más baja que alcanzó un tema de Spears hasta entonces. De modo similar, en el Reino Unido se convirtió en su primer sencillo que no consiguió ubicarse entre los cien puestos de la lista UK Singles Chart, luego de quedar rezagado en el número ciento once, según la edición del 9 de julio de 2011 de OCC.
Por otro lado, en Oceanía registró posicionamientos modestos. En Nueva Zelanda alcanzó el puesto número veintidós, según la edición del 4 de julio de 2011 de RIANZ, mientras que en Australia alcanzó el número treinta y uno en dos oportunidades, según las ediciones del 25 de julio y del 8 de agosto de 2011 de ARIA Charts, y además consiguió la certificación de disco de oro de la ARIA por vender 35 000 copias.
En América del Norte ingresó en las listas antes de ser lanzado como sencillo, según la edición del 16 de abril de 2011 de Billboard. Ello se debió a las ventas digitales que experimentó al encontrarse disponible como descarga de Femme Fatale, de modo similar a lo que ocurrió con «Shattered Glass» e «If U Seek Amy» cuando se lanzó Circus en 2008. Tras ser lanzado, registró varios logros comerciales en la región. En Canadá alcanzó el quinto puesto en la lista Canadian Hot 100 durante dos semanas consecutivas y se transformó en el trigésimo tercer sencillo que tuvo más éxito en el país durante el año. En los Estados Unidos alcanzó el séptimo puesto en la lista Billboard Hot 100, según la edición del 20 de agosto de 2011, y se convirtió en el décimo segundo sencillo de Spears en ubicarse entre los diez primeros lugares. De esta forma, la cantante ubicó cinco temas consecutivos entre dichos puestos por primera vez en su carrera, después de los número uno «3», «Hold It Against Me», la remezcla de colaboración de «S&M» y el número tres «Till the World Ends». Spears también se transformó en la tercera artista femenina que desde su debut ubicó más sencillos entre los diez primeros lugares de la lista, después de Rihanna y Beyoncé, quienes para entonces habían ubicado a dieciocho y catorce temas como tal, respectivamente; mientras que Femme Fatale se convirtió en su álbum con más sencillos entre los diez primeros lugares.
En las otras listas de Billboard, alcanzó el séptimo puesto en la lista de ventas Digital Songs, en la edición del 13 de agosto de 2011, y el primero en la lista de discotecas Dance/Club Play Songs, en la edición del 27 del mismo mes, convirtiéndose en el octavo número uno de Spears y en el tercero de Femme Fatale, Así, este último igualó a Blackout (2007) y se transformó en el álbum de la cantante con más sencillos número uno en dicha lista. En la misma edición alcanzó el sexto puesto en la lista Radio Songs, lugar que ocupó durante tres semanas no consecutivas, en un período en que registró la mayor audiencia semanal alcanzada hasta entonces por un tema de la cantante: ciento un millones. Además, en la edición del 24 de septiembre de 2011 se convirtió en su sexto número uno en la lista de reproducciones radiales Pop Songs, donde además fue su décimo cuarto sencillo entre los diez primeros lugares. De este modo, Spears se convirtió, junto con Madonna y Pink, en la tercera artista femenina con más de estos últimos, después de Rihanna y Mariah Carey, quienes para entonces habían ubicado a dieciocho y diecisiete temas como tal, respectivamente. La cantante también se transformó en la artista que ubicó a su primer y a su último número uno en el período más extenso en la historia de la lista, pues habían pasado más de doce años y medio desde que su sencillo debut «...Baby One More Time» alcanzó el mismo estatus en la edición del 20 de febrero de 1999.
En suma, «I Wanna Go» se convirtió en el séptimo sencillo más exitoso de Spears en la Billboard Hot 100, hasta septiembre de 2013, y se ubicó en el puesto número cuarenta y seis en la lista de los temas que tuvieron más éxito durante el año en la lista. Además, hasta julio de 2016 había vendido 1 780 000 descargas en los Estados Unidos, según Nielsen SoundScan.

## Interpretaciones en directo

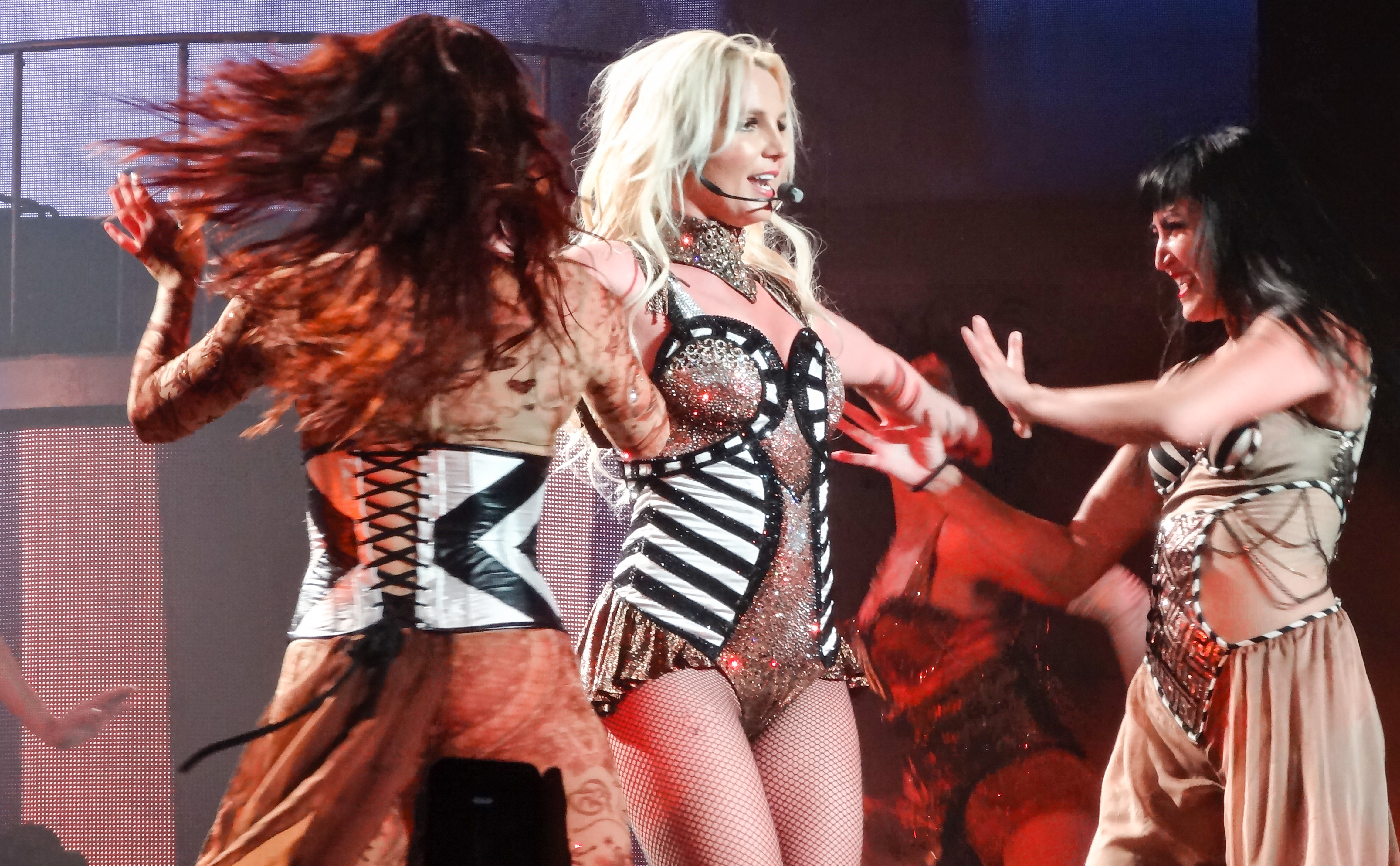
Britney Spears durante la presentación de «I Wanna Go» en uno de los espectáculos de la gira Britney: Piece of Me (2014).

Aunque la canción nunca ha sido interpretada en directo como parte de un espectáculo televisivo, «I Wanna Go» fue incluida en la lista de canciones del Femme Fatale Tour, 2011. Shirley Halperin de The Hollywood Reporter señaló que los números a medio tiempo parecía detener de forma rápida, algo semejante a «Womanizer» y «Toxic», que habían agotado la gente saltando de un lugar a otro. Shaunna Murphy de Entertainment Weekly dijo que del nuevo álbum, «How I Roll» y «I Wanna Go» fueron las canciones más destacadas,  «How I Roll» por su diversión y el bubblegum y «I Wanna Go» por la participación estruendosa en el escenario.
En 2013, la cantante incluyó a «I Wanna Go» en el repertorio de su residencia en Las Vegas, Britney: Piece of Me.

## Formatos y remezclas
Digitales
| Descarga digital |              |          |  |
| N.º              | Título       | Duración |  |
| 1.               | «I Wanna Go» | 03:30    |  |

| Remezclas |                                                   |          |  |
| N.º       | Título                                            | Duración |  |
| 1.        | «I Wanna Go»                                      | 03:30    |  |
| 2.        | «I Wanna Go» (Captain Cuts Club Mix)              | 04:43    |  |
| 3.        | «I Wanna Go» (Alex Dreamz Radio Edit)             | 04:07    |  |
| 4.        | «I Wanna Go» (OLIVER Extended Remix)              | 04:57    |  |
| 5.        | «I Wanna Go» (Deluka BS Radio Remix)              | 03:15    |  |
| 6.        | «I Wanna Go» (Wallpaper Extended Remix)           | 04:03    |  |
| 7.        | «I Wanna Go» (Smash Mode Radio Remix)             | 03:49    |  |
| 8.        | «I Wanna Go» (Disco Fries Radio Remix)            | 03:34    |  |
| 9.        | «I Wanna Go» (Jump Smokers Radio)                 | 04:51    |  |
| 10.       | «I Wanna Go» (Desi Hits! Remix (Con Sonu Niigaam) | 04:36    |  |

Materiales
| Sencillo en CD |                                   |          |  |
| N.º            | Título                            | Duración |  |
| 1.             | «I Wanna Go»                      | 03:30    |  |
| 2.             | «I Wanna Go» (Gareth Emery Remix) | 05:26    |  |

## Posicionamientos en listas

### Semanales
| América del Norte |                       |     |
| Canadá            | Canadian Hot 100      | 2   |
| Estados Unidos    | Billboard Hot 100     | 7   |
| Estados Unidos    | Digital Songs         | 3   |
| Estados Unidos    | Radio Songs           | 2   |
| Estados Unidos    | Pop Songs             | 1   |
| Estados Unidos    | Dance/Club Play Songs | 1   |
| América del Sur   |                       |     |
| Chile             | Top 20 canciones      | 5   |
| Asia              |                       |     |
| Corea del Sur     | Gaon Chart            | 1   |
| Israel            | Media Forest          | 1   |
| Japón             | Japan Hot 100         | 71  |
| Líbano            | Top 20 canciones      | 5   |
| Europa            |                       |     |
| Alemania          | Top 100 canciones     | 32  |
| Austria           | Top 75 canciones      | 43  |
| Bélgica (Flandes) | Top 50 canciones      | 15  |
| Bélgica (Valonia) | Top 50 canciones      | 5   |
| Dinamarca         | Top 40 canciones      | 20  |
| Eslovaquia        | Top 100 canciones     | 1   |
| España            | Top 50 canciones      | 41  |
| España            | Los 40 principales    | 1   |
| España            | PROMUSICAE            | 8   |
| Finlandia         | Top 20 canciones      | 10  |
| Francia           | Top 100 canciones     | 5   |
| Hungría           | Top 10 canciones      | 3   |
| Irlanda           | Top 50 canciones      | 41  |
| Noruega           | Top 20 canciones      | 18  |
| Polonia           | Polish Airplay Top 5  | 5   |
| Reino Unido       | UK Singles Chart      | 138 |
| Suecia            | Top 60 canciones      | 30  |
| Suiza             | Top 75 canciones      | 27  |
| Oceanía           |                       |     |
| Australia         | Top 50 canciones      | 31  |
| Nueva Zelanda     | Top 40 canciones      | 22  |

| Predecesor: «Dirty Dancer» de Enrique Iglesias y Usher con Lil Wayne | Dance/Club Play Songs — Sencillo número uno 27 de agosto de 2011 — 2 de septiembre de 2011 | Sucesor: «Put Your Hands Up (If You Feel Love)» de Kylie Minogue |
| Predecesor: «Last Friday Night (T.G.I.F.)» de Katy Perry             | Pop Songs — Sencillo número uno 24 de septiembre de 2011 — 1 de octubre de 2011            | Sucesor: «Moves like Jagger» de Maroon 5 con Christina Aguilera  |

### Anuales
| Lista                 | Posición |
| --------------------- | -------- |
| Top 50 canciones      | 62       |
| Canadian Hot 100      | 33       |
| Top 100 canciones     | 32       |
| Top 10 canciones      | 99       |
| Billboard Hot 100     | 46       |
| Dance/Club Play Songs | 39       |
| Pop Songs             | 13       |
| Radio Songs           | 37       |

## Certificaciones
| América del Norte |               |                        |  |        |
| Estados Unidos    | RIAA          | Doble disco de platino |  | 2 000  |
| Europa            |               |                        |  |        |
| Suecia            | IFPI - Suecia | Disco de platino       |  | 20 000 |
| Oceanía           |               |                        |  |        |
| Australia         | ARIA          | Disco de oro           |  | 35 000 |

## Historial de lanzamientos
| País           | Fecha                   | Formato          | Discográfica             |
| -------------- | ----------------------- | ---------------- | ------------------------ |
| Unión Europea  | 13 de junio de 2011     | Descarga digital | Jive Records             |
| Estados Unidos | 14 de junio de 2011     | Radio            | Jive Records             |
| Dinamarca      | 21 de junio de 2011     | Descarga digital | Jive Records             |
| Francia        | 21 de junio de 2011     | Descarga digital | Jive Records             |
| Italia         | 21 de junio de 2011     | Descarga digital | Jive Records             |
| Holanda        | 21 de junio de 2011     | Descarga digital | Jive Records             |
| España         | 21 de junio de 2011     | Descarga digital | Jive Records             |
| Brasil         | 27 de junio de 2011     | Descarga digital | Sony BMG                 |
| Brasil         | 11 de julio de 2011     | Remezclas        | Sony BMG                 |
| Estados Unidos | 15 de julio de 2011     | Remezclas        | Jive Records             |
| Alemania       | 22 de julio de 2011     | CD               | Sony Music Entertainment |
| Estados Unidos | 29 de julio de 2011     | Descarga digital | Jive Records             |
| Brasil         | 1 de agosto de 2011     | Descarga digital | Sony BMG                 |
| Francia        | 5 de septiembre de 2011 | CD               | Sony Music Entertainment |

## Créditos y personal
- Brtiney Jean Spears: Voz
- Max Martin: composición, producción y teclados
- Shellback: composición, producción, guitarras, teclados y bajo
- Savan Kotecha: composición y respaldos vocales
- Chau Pan: respaldos vocales
- John Hanes: ingeniería
- Tim Roberts: ingeniería
- Serban Ghenea: mezcla

Fuente: Discogs.